# Let’s Start a Riot!
Let’s Start a Riot! ist das Debütalbum der US-amerikanischen Band Blood on the Dance Floor. Es erschien am 16. April 2008.

## Hintergründe
Noch vor der offiziellen Bandgründung schrieb Dahvie Vanity am 5. September 2007 ein Lied namens Let’s Start a Riot, welches später auf dem Album in Blood on the Dance Floor umgetauft wurde (im Gegenzug wurde der ursprüngliche Titel dort für das instrumentale Intro verwendet). Damit legte er den Grundstein für sein langjähriges Musikprojekt, das er im selben Jahr zusammen mit seinen Freunden Rebecca Fugate und Christopher Mongillo vorerst noch unter dem Namen „Love the Fashion“ ins Leben rief (ab dem Jahre 2016 würde er allerdings behaupten, dieses bereits 2006 erschaffen zu haben). Der letztlich verbleibende Titel der Band geht auf einen Vorschlag Mongillos zurück, den dieser während der Studioaufnahmen äußerte. Dahvie Vanity wurde der Leadsänger der Band und Christopher Mongillo war für die Produktion sämtlicher Stücke verantwortlich, welche die beiden gemeinsam verfassten, und übernahm außerdem an mehreren Stellen unterstützende Gesangsparts. Auch Rebecca Fugates Stimme ist auf dem Album zu hören, jedoch nur in vergleichsweise wenigen Zeilen und auch nicht auf allen Liedern. Ihre Rolle innerhalb des Projektes bestand hauptsächlich in der Tätigkeit als Managerin. Noch vor der Veröffentlichung des ersten Albums der Gruppe kam sie allerdings bei einem Autounfall ums Leben. Das als Bonustrack auf sämtlichen Versionen desselben enthaltene Lied Libertine ist ihr gewidmet.
Let’s Start a Riot! war neun Jahre lang nur in einer einzigen Version erhältlich, welche 13 Titel umfasste. Im Jahre 2017 wurde allerdings eine sogenannte Party Edition veröffentlicht, welche zusätzliche Songs beinhaltet. Die limitierte CD-Auflage dieser Ausgabe, welche exklusiv auf der Homepage der Gruppe zu erwerben war, fügte noch Neuaufnahmen der Tracks Fallen Star und Modern World Christ hinzu, auf welchen die damalige Sängerin der Band Fallon Vendetta zu hören ist. Das Cover des Tonträgers listet außerdem eine neu aufgenommene Version des Liedes Blood on the Dance Floor, welche allerdings nicht auf diesem vorhanden ist. Dieselben beiden Bonustracks sind, allerdings anders angeordnet und betitelt, auch auf der Download-Version der Party Edition enthalten, die außerdem noch Instrumentalversionen der Haupttitel mit Ausnahme von I Hope You Choke, Till Death Do We Party und Libertine beinhaltet, wobei das ohnehin bereits instrumentale Intro Let’s Start a Riot nahtlos an das Lied I Can’t Get Enuff angefügt wurde.
Die einzige Single aus dem Album stellt Bitches Get Stitches dar, welche allerdings erst sechs Jahre nach diesem erschien. Zwar wurde 2008 der DJ Pickee-Remix des Albumtracks Blood on the Dance Floor ebenfalls als Single veröffentlicht, dieser kann jedoch als Auskopplung des Nachfolgewerkes It’s Hard to Be a Diamond in a Rhinestone World angesehen werden, auf dem er enthalten ist.

## Musik und Texte
Die Musik von Let’s Start a Riot! ist zumeist dem Synth-Pop-Genre zuzuordnen. Dominant in den Vordergrund gemischte Synthesizer- und Keyboardklänge untermalen dabei nahezu das gesamte Album und nehmen einen großen Teil der Instrumentalisierung ein. Für die Rhythmik kommen sowohl artifizielle Drumcomputer als auch klassisches Schlagzeugspiel zum Einsatz. Ein weiteres sporadisch verwendetes Instrument ist die E-Gitarre, die zumeist allerdings lediglich unterstützend in den Hintergrund gemischt wird, etwa während der Strophen von I Can’t Get Enuff oder während der Bridge von Modern World Christ. Vereinzelt nimmt sie allerdings auch einen größeren Platz in der Musik ein, so ist sie auf I Hope You Choke und Libertine das Leitinstrument, und spielt auf You’re a Dancer, You’re Not a Lover ein ausgedehntes Solo. Die Audioqualität einiger Aufnahmen ist im Vergleich zu den anderen Alben der Band merklich schlechter, außerdem ist Dahvie Vanitys Stimmdarbietung an mehreren Stellen aus dem Takt und unsauber eingesungen. Dies betrifft vor allem jene drei Lieder, deren Instrumentalversionen nicht auf der Party Edition zu finden sind. Einige der Lieder sind zudem gerappt bzw. rhythmisch gesprochen.
Die Texte von Let’s Start a Riot! sind überwiegend provokativ und schockierend gehalten. Sie sind häufig stark sexuell geprägt, teilweise brutal und zeigen eine überzeichnete Selbstdarstellung, die aus dem Hip-Hop-Genre entlehnt ist. Das Lied Fallen Star stellt hierbei eine Ausnahme dar, da es das Ableben eines geliebten Menschen thematisiert.

## Covergestaltung
Das Originalcover von Let’s Start a Riot! ähnelt einer Kollage und zeigt Dahvie Vanity vor einer Vielzahl verschiedenfarbiger comicartiger Bilder, darunter Blitze, Lippen, Sprechblasen mit den Initialen der Band, Musiknoten, Sterne, Musikkassetten, Dollarzeichen und Pfeile. Der Sänger trägt schwarze Flügel, zwei silberfarbene Halsketten, ein graues T-Shirt und rote bzw. blaue Strähnen. In der linken oberen Ecke stehen der Bandname und der Albumtitel in rosafarbenen Lettern.
Das Cover der Party Edition ist jenem des zeitgleich erschienenen Studioalbums Kawaii Monster nachempfunden. Sie verwendet einen hellblauen Hintergrund mit okkulten Motiven, welcher nach unten hin in einen Lilaton verläuft. Dahvie Vanity steht vom Oberkörper aufwärts im Vordergrund und ist auffällig bunt geschminkt, trägt ein Geweih auf dem Kopf, und hat ein schwarzweißes T-Shirt an. Der Bandname steht in großen roten Buchstabe über seinem Rumpf, darunter deutlich kleiner in Grün der Albumtitel und der der Edition.

## Titelliste
| Nr. | Titel                               | Länge |
| --- | ----------------------------------- | ----- |
| 1.  | Let’s Start a Riot                  | 0:50  |
| 2.  | I Can’t Get Enuff                   | 3:11  |
| 3.  | Bitches Get Stitches                | 2:49  |
| 4.  | Blood on the Dance Floor            | 3:33  |
| 5.  | Sex and Violence                    | 3:21  |
| 6.  | I <3 Hello Kitty                    | 4:42  |
| 7.  | You’re a Dancer, You’re Not a Lover | 3:11  |
| 8.  | Modern World Christ                 | 3:53  |
| 9.  | Money and Hoes                      | 3:28  |
| 10. | Till Death Do We Party              | 3:32  |
| 11. | I Hope You Choke                    | 4:25  |
| 12. | Fallen Star                         | 3:54  |
| 13. | Libertine (Bonustrack)              | 4:51  |

| Nr. | Titel                               | Länge |
| --- | ----------------------------------- | ----- |
| 1.  | Let’s Start a Riot                  | 0:50  |
| 2.  | I Can’t Get Enuff                   | 3:11  |
| 3.  | Bitches Get Stitches                | 2:49  |
| 4.  | Blood on the Dance Floor (LSAR)     | 3:33  |
| 5.  | Sex and Violence                    | 3:21  |
| 6.  | I <3 Hello Kitty                    | 4:42  |
| 7.  | You’re a Dancer, You’re Not a Lover | 3:11  |
| 8.  | Modern World Christ                 | 3:53  |
| 9.  | Money and Hoes                      | 3:28  |
| 10. | Till Death Do We Party              | 3:32  |
| 11. | I Hope You Choke                    | 4:25  |
| 12. | Fallen Star                         | 3:54  |
| 13. | Libertine                           | 4:51  |
| 14. | Fallen Star (Restitched)            | 3:53  |
| 15. | Modern World Christ (Restitched)    | 3:52  |

| Nr. | Titel                                                 | Länge |
| --- | ----------------------------------------------------- | ----- |
| 1.  | Modern World Christ (Reborn)                          | 3:51  |
| 2.  | Fallen Star (Reborn)                                  | 3:52  |
| 3.  | Let’s Start a Riot                                    | 0:50  |
| 4.  | I Can’t Get Enuff                                     | 3:11  |
| 5.  | Bitches Get Stitches                                  | 2:49  |
| 6.  | Blood on the Dance Floor                              | 3:33  |
| 7.  | Sex and Violence                                      | 3:21  |
| 8.  | I <3 Hello Kitty                                      | 4:42  |
| 9.  | You’re a Dancer, You’re Not a Lover                   | 3:11  |
| 10. | Modern World Christ                                   | 3:53  |
| 11. | Money and Hoes                                        | 3:28  |
| 12. | Till Death Do We Party                                | 3:32  |
| 13. | I Hope You Choke                                      | 4:25  |
| 14. | Fallen Star                                           | 3:54  |
| 15. | Libertine                                             | 4:51  |
| 16. | Let’s Start a Riot + I Can’t Get Enuff (Instrumental) | 4:02  |
| 17. | Bitches Get Stitches (Instrumental)                   | 2:50  |
| 18. | Blood on the Dance Floor (Instrumental)               | 3:31  |
| 19. | Sex and Violence (Instrumental)                       | 3:22  |
| 20. | You’re a Dancer, You’re Not a Lover (Instrumental)    | 3:12  |
| 21. | I <3 Hello Kitty (Instrumental)                       | 4:42  |
| 22. | Modern World Christ (Instrumental)                    | 3:55  |
| 23. | Money and Hoes (Instrumental)                         | 3:28  |
| 24. | Fallen Star (Instrumental)                            | 3:54  |

## Erfolg
Let’s Start a Riot! konnte noch keine nennenswerten kommerziellen Erfolge erzielen. Die ersten Chartplatzierungen in den USA konnten erst ab dem Einstieg Jayy von Monroes als Sänger verzeichnet werden, als Blood on the Dance Floor erstmals in den Dance/Electronic-Charts vertreten waren.

## Dies und Das
- Auf die in einem Q&A gestellte Frage, ob es ein Lied gäbe, welches er bereue, gemacht zu haben, nannte Sänger Dahvie Vanity I <3 Hello Kitty.[22]

- Auf der Compilation RIP 2006-2016 wurde der Song Blood on the Dance Floor wieder in seinen Ursprungstitel Let’s Start a Riot! umbenannt.[23]